# Хайнрих IV фон Розенберг
Хайнрих IV фон Розенберг (на немски: Heinrich IV von Rosenberg; на чешки: Jindřich IV z Rožmberka; * 1427; † 25 януари 1457 във Виена) е благородник от род Розенберг в Бохемия, хетман в Силезия, от 1454 до 1457 г. ландес-хауптман на бохемските наследствени княжества Бреслау (Вроцлав) и Швайдниц-Яуер също фогт на Горна Лужица.
Той е син на Улрих II фон Розенберг (1403 – 1462), главен бургграф на Прага, и първата му съпруга Катарина фон Вартенберг († 1436), дъщеря на Йохан фон Вартенберг, бургграф на Глац († пр. 1405) и фрайин Анна/Йохана фон Волхартиц. Брат е на Йохан II фон Розенберг († 1472) и Йост II фон Розенберг († 1467), епископ на Бреслау (1456 – 1467).
През 1444 г. Хайнрих IV фон Розенберг е в двора на император Фридрих III и 1445 г. в двора на баварския херцог Хайнрих XVI. След смъртта на крал Албрехт II Хабсбург той е на страната на католическите благородници. Той се застъпва за Владислав Постум и е награден от него при коронацията му на 28 октомври 1453 г. и от благодарност Хайнрих е награден от него на 2 декември същата година доживотно с кралския град Ческе Будейовице. Вероятно затова жителите на града не го искат.
На 13 ноември 1451 г.баща му Улрих предава управлението на синовете си Хайнрих, Йост и Йохан.
През началото на февруари 1454 г. Хайнрих придружава сестрата на крал Владислав Елизабет в Чешин, където я предава на нейния годеник, послския крал Кажимеж IV Ягелончик|Казимир]]. След това крал Владислав прави Хайнрих IV фон Розенберг на ландес-хауптман на наследствените княжества Бреслау и Швайдниц-Яуер. Той получава и купува имения.
През 1456 г. Хайнрих по заповед на краля тръгва с кавалерия от 350 души за Унгария. Там той се бие на страната на унгарския крал Матяш Корвин против турците. На връщане той се разболява и умира на 25 януари 1457 г. във Виена.
Той е погребан във фамилната гробница в манастирската църква Вишеброд/Хоенфурт. Понеже е бездетен, той е наследен от най-малкия му Йохан II фон Розенберг.

## Фамилия
Хайнрих IV фон Розенберг се жени 17/пр. 24 септември 1453 г. за Агнес фон Шаунберг († 1457/ пр. 13 май 1461), дъщеря на граф Йохан I фон Шаунберг († 1453) и Анна фон Петау, наследничка на Фридау, Анкерщайн и Розег († 1465). Тя е братовчедка на Фридрих V фон Шаунберг архиепископ на Залцбург (1489 – 1494). Бракът е бездетен.
След смъртта на Хайнрих вдовицата му Агнес фон Шаунберг получава имението Розенберг. Тя се омъжва втори път за Михаел, бургграф на Майдбург, граф фон Хардег и Рец.